# Тлусте-Село (гміна)
Гміна Тлусте-Село  (пол. Gmina Tłuste Wieś)— колишня сільська гміна у Заліщицькому повіті Тернопільського воєводства Другої Речі Посполитої. Адміністративним центром гміни було Тлусте-Село, яке було іншою адміністративною одиницею ніж місто Тлусте (тепер Товсте). 
Гміна утворена 1 серпня 1934 року в рамках адміністративної реформи на основі нового закону про самоуправління (23 березня 1933 року).
Площа гміни — 67,57 км²

Кількість житлових будинків — 1662

Кількість мешканців — 7923
Гміну створено на основі давніших гмін: Тлусте-Село, Ангелівка, Головчинці, Королівка (село в той час також було відомо як Каролівка), Лисівці, Рожанівка, Солоне, Шипівці.